# Leucobryum strictum
Leucobryum strictum är en bladmossart som beskrevs av C. Müller och Nathaniel Lord Britton 1896. Leucobryum strictum ingår i släktet Leucobryum och familjen Dicranaceae. Inga underarter finns listade i Catalogue of Life.